# 79149 Kajigamori
79149 Kajigamori è un asteroide della fascia principale. Scoperto nel 1992, presenta un'orbita caratterizzata da un semiasse maggiore pari a 2,2824747 UA e da un'eccentricità di 0,2333172, inclinata di 1,61229° rispetto all'eclittica.